# Russland.news
Russland.news (Eigenschreibweise: russland.NEWS, bis Juni 2016 russland.RU) ist eine seit 1999 bestehende deutschsprachige Onlinezeitung über Russland, die in Hannover erscheint. Nach eigener Darstellung war sie zeitweise das größte von den russischen Staatsmedien unabhängige Onlinemedium über Russland in den sozialen Netzwerken auf Deutsch. Als eigenes Angebot betreibt Russland.news seit 2007 das Webfernsehen Russland.tv. Bis 2017 war Russland.news in Tarussa (Russland, Oblast Kaluga) beheimatet und als Massenmedium registriert.

## Geschichte

### Frühe Jahre (1996–2006)
Russland.ru ging nach einer dreijährigen Vorlaufzeit mit unregelmäßigen Nachrichtenveröffentlichungen 1999 als erste deutschsprachige russlandbezogene Internetzeitung online und hatte ursprünglich den Namen Das Moskauer Stadtjournal. Sie war zu dieser Zeit im Wesentlichen ein Projekt in Russland lebender Auslandsdeutscher aus Moskau und Tarusa. Die Zeitung präsentiert seitdem tagesaktuelle Informationen aus Russland in deutscher Sprache. Den Namen „Russland.ru“, den sie bis 2016 führte, erhielt die Zeitung im Herbst 2002. Zwischen 2000 und 2003 war die deutsch-russische Presseagentur „RUFO“ unter der Leitung von Gisbert Mrozek Partner von russland.RU, der damals auch für Spiegel Online schrieb. 2003 kam es zu einem Streit und zur Trennung. RUFO betrieb danach bis 2016 die dann eingestellte Konkurrenzzeitung Russland-Aktuell. Eine Folge der Spaltung war ein mehrjähriger Rechtsstreit unter anderem um die Hauptdomain der Onlinezeitung, die von der russischen Justiz im Herbst 2004 zu Gunsten der Betreiber aus Tarusa entschieden wurde.

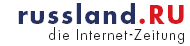
russland.RU-Logo 2003–2013

2003 beschloss „Russland.ru“ eine Kooperation mit der russischen staatlichen Nachrichtenagentur RIA Novosti und machte Nachrichten gegen den Mainstream der deutschen Presse zu ihrem Motto. Einen Anteil der Artikel der Zeitung stellte als Folge dessen bis 2009 der deutschsprachige Dienst von RIA Novosti. Ein weiterer stammt von der französischen Nachrichtenagentur AFP sowie den Georgien-Nachrichten und regionalen Partnern von Russland.ru in verschiedenen russischen Städten. Ende 2003 hatte die Seite erstmals mehr als eine Million Seitenaufrufe.
Im März 2004 wurde Russland.ru beim russischen Presseministerium als Massenmedium registriert. In den folgenden beiden Jahren verdoppelte sich jeweils die Zahl der Zugriffe auf die Zeitung und ihre Projekte und erreichte im Februar 2005 vier Millionen Seitenaufrufe. In der Folgezeit schrieben Autoren von Russlandbüchern und auf Russland spezialisierte Wissenschaftler für das Onlinemagazin. Es konnte dadurch seine Marktführerschaft behaupten und wurde auch von größeren Medien zitiert.

### Internet-TV und Änderung Ausrichtung (2007–2014)
Im Herbst 2007 wurde von Russland.ru ein Videoportal als Internet-TV unter dem Namen Russland.tv gegründet. Es präsentierte Filmclips aus Russland in den Bereichen Politik, Kultur, Reisen und Wirtschaft. Weiterhin wurden Themen aus Deutschland mit Russlandbezug (z. B. Integration der Spätaussiedler) behandelt. Ein Teil der veröffentlichten Filme bestand von 2009 bis 2013 in deutschsprachigen Produktionen aus Filmmaterial von Russia Today. Weitere Berichte wurden von eigenen Teams in Deutschland und Russland gedreht bzw. von anderen Zulieferern gestellt. 2007 bis 2012 betrieb rusland.RU die Spätaussiedler-Community Russen-Chat
Anfang 2009 hat russland.RU seine Zusammenarbeit mit RIA Nowosti im Zuge einer Distanzierung von der russischen Regierungspresse beendet. Videobeiträge wurden nur noch selbst produziert, ebenso Newsbeiträge. Die Videoredaktion wurde erweitert. Neben Nachrichtenclips zur Tagespolitik in Bezug auf Russland handelte es sich vor allem um Infotainment-Beiträge. Einen Schwerpunkt bildeten politische, sowie Sportthemen. 2010 wurde russland.TV für den Deutschen IPTV-Award des Deutschen IPTV-Verbands als innovativstes Format nominiert. 2009 begründete russland.RU Partnerschaften mit der deutschsprachigen Onlinezeitung Sankt Petersburger Herold und 2010 mit YouTube. Es präsentierte ausgewählte Filme als Videopodcast im iTunes Store. 2011 war russland.TV erneut nominiert für den Deutschen IPTV-Award in der Kategorie „kreativstes Format“.
2013 wurden neue Portale in Betrieb genommen. Zeitweise existierte eine Partnerschaft mit der Informationsagentur Kaliningrad Domizil. Ab 2013 werden auch ausgewählte Videos anderer Anbieter auf den eigenen Seite eingebettet, die Videos jedoch nicht mehr auf einem eigenen Server, sondern nur noch über YouTube angeboten. russland.RU übernahm die Online-Präsentation des Partnerlandes Russland bei der Hannover-Messe 2013 und errichtete zu gleicher Zeit weitere eigene Seiten in sozialen Netzwerken. Auch 2013 wurde russland.TV für den Deutschen IPTV-Award als „Kreativstes Format“ nominiert, konnte diesen jedoch erneut nicht erringen.

russland.RU-Logo 2013–2016

2014 führte russland.RU eine eigene Berichterstattung von den Olympischen Winterspielen 2014 in Sotschi durch, die eine kritische Beobachtung der deutschen Berichte einschloss. Jedoch grenzt sich die Zeitung ab 2013 durch Berichte etwa über die Internetzensur in Russland oder kritische Analysen zur Regierungspolitik und Meinungsfreiheit im Land zunehmend von russischen regierungsnahen Medien ab, die sie auch wegen ihrer Zusammenarbeit mit deutschen Rechtspopulisten kritisierte. Bei russland.TV kooperierte die Onlinezeitung ab Ende 2014 mit Moderatorinnen mit eigenen Sendeformaten.
Einen weiteren Themenschwerpunkt setzt russland.RU bei der Berichterstattung über den Russisch-Ukrainischen Krieg und die russische Beteiligung am Syrienkrieg. 2014 bis 2017 wurde der langjährige Chefredakteur Hans-Ullrich Berger vorübergehend durch Michael Barth ersetzt.

### Russland.direct und andere Newsformate (2015–2020)
Ab 2015 wurden die Moderatorinnen bei russland.TV durch lokale russische Redakteurinnen ersetzt, die selbst ihre Inhalte einbrachten und aus ihren Heimatstädten Moskau und Sankt Petersburg berichteten. Die Haupt-Nachrichtensendung Russland.direct erschien dabei 2015–2020 wöchentlich und wurde zum wichtigsten Format der Onlinezeitung. Hier wurden Fachleute für internationale Beziehungen, Politiker und Journalisten interviewt (s. u. „Gäste in Beiträgen“). Von 2016 bis 2020 war für die Sendung und ihre Moderation die Moskauer Journalistin Julia Dudnik, Master-Absolventin des MGIMO verantwortlich. 2020 wurden mehrere ihrer am Ende etwa 250 Beiträge auch in russischer Sprache produziert. Ein ähnliches, regelmäßiges Format mit leichteren Beiträgen zu Land und Leuten wurde in Sankt Petersburg produziert.
Im Februar 2016 verstarb der Herausgeber der englisch- und norwegischsprachigen Ausgabe Ulrich Kreuzenbeck, so dass Gunnar Juette nun alleiniger Herausgeber ist. Die fremdsprachigen Ausgaben wurden 2016 eingestellt. Das verbliebene russischsprachige Angebot findet sich auf der deutschen Seite Mitte 2016 führte Russland.RU als Namen für die Onlinezeitung russland.NEWS ein, während russland.RU zur Dachmarke für alle Projekte wurde. Von 2017 bis 2020 betrieb die Zeitung einen politischen Audio-Podcast und gründete den Russland.RU-Verlag in Hannover, wodurch sich ihr Erscheinungsort nach Deutschland verlagerte. 2018 übernahm der Russland.RU-Verlag das Portal Russland kontrovers, dessen Inhalt aus Analysen von Experten besteht.

### Einschränkung der Arbeit (ab 2021)
Zum Jahreswechsel 2020/2021 wurde die Videoredaktion aufgelöst, nachdem ihre bisherigen Mitglieder nicht länger bei der Onlinezeitung beschäftigt waren. Die Produktion von Videobeiträgen wurde erheblich gedrosselt, regelmäßige News-Formate und der Audio-Podcast eingestellt. Die Zeitung wollte sich danach auf Hintergrundanalysen und Wirtschaftsnachrichten konzentrieren. Im Zuge der neuen russischen Mediengesetze im März 2022 hat die Zeitung ihre politische Berichterstattung zum Schutz ihrer Mitarbeiter in der Breite stark eingeschränkt. Die tiefere Ursache ist, dass vor allem in Russland lebende Mitteleuropäer für die Zeitung arbeiten. Die Hintergrundanalysen auf Russlandkontrovers wurden zeitweise ausgesetzt. Neue Beiträge auf Russisch werden seit 2022 ebenfalls nicht mehr angeboten.

## Redaktion

### Struktur
Bis 2020 gab es eine Redaktion für Artikel unter dem Chefredakteur („Russland.news“) sowie eine dreiköpfige Videoredaktion („Russland.tv“). Die Ende 2020 aufgelöste Videoredaktion verwaltete einen YouTube-Channel mit (Stand Ende 2020) 60.000 Abonnenten, der fortbesteht. Weiterhin unterhält die Zeitung unter den Namen Russland.capital und Russlandkontrovers Fachausgaben mit Wirtschaftsnachrichten sowie Expertenmeinungen. Eigene Auftritte hat Russland.NEWS bei Facebook und Twitter.
In früheren Jahren betrieb die Onlinezeitung die nun eingestellten Seiten Kasachstan.kz, Russland.reisen und Sotschi 2014.ru, die früheren Jugendprojekte Russland.cool und Russenchat sowie englisch- und norwegischsprachige Ausgaben. Die Zeitung finanziert sich über Werbeeinnahmen, Spenden, Provisionen (u. a. Produktplatzierung) und einen Onlineshop. Die Zeitung befindet sich seit 2017 im Eigentum des russland.RU Verlags in Hannover, davor in dem des Herausgebers Gunnar Jütte. Jütte nimmt die Position des Herausgebers auch im russland.RU Verlag wahr.

#### Zielsetzung
Russland.news pflegte bis 2022 eine Berichterstattung, die der von großen deutschen und staatlich-russischen Medien kritisch gegenüberstand, bis die geänderten russischen Mediengesetze die Zeitung zu einer Einschränkung der politischen Berichte zwangen. Die deutschen wurden durch die Zeitung kritisiert, weil die Themenauswahl einseitig sei, Berichterstatter eine mangelhafte landeskundliche Vorbildung besäßen (vgl. Russlandbild) und sich von weiten Teilen der dortigen Gesellschaft abschotteten. Russland.news kritisierte allgemein ein Postulat der westlichen Berichterstatter vor Ort als freie Medien, während die eigenen Auftraggeber ebenso nur mit den gewünschten Themen und Meinungen beliefert würden, wie auch die von ihnen deshalb angegriffenen russischen Journalisten.
Russische deutschsprachige Staatsmedien wie RT Deutsch oder Sputnik bezeichneten sich nach Meinung der Zeitung als „alternative Stimmen“, seien jedoch wiederum nur Teil des russischen Mainstreams und im Bezug auf ihr vermitteltes Deutschlandbild ebenso einseitig wie große deutsche Medien beim Thema Russland. Dagegen nahm Russland.news für sich selbst in Anspruch, breite Berichterstattung aus Russland zu gewährleisten, bis dies durch die geänderten russischen Mediengesetze nicht mehr möglich war.

### Mitarbeiter

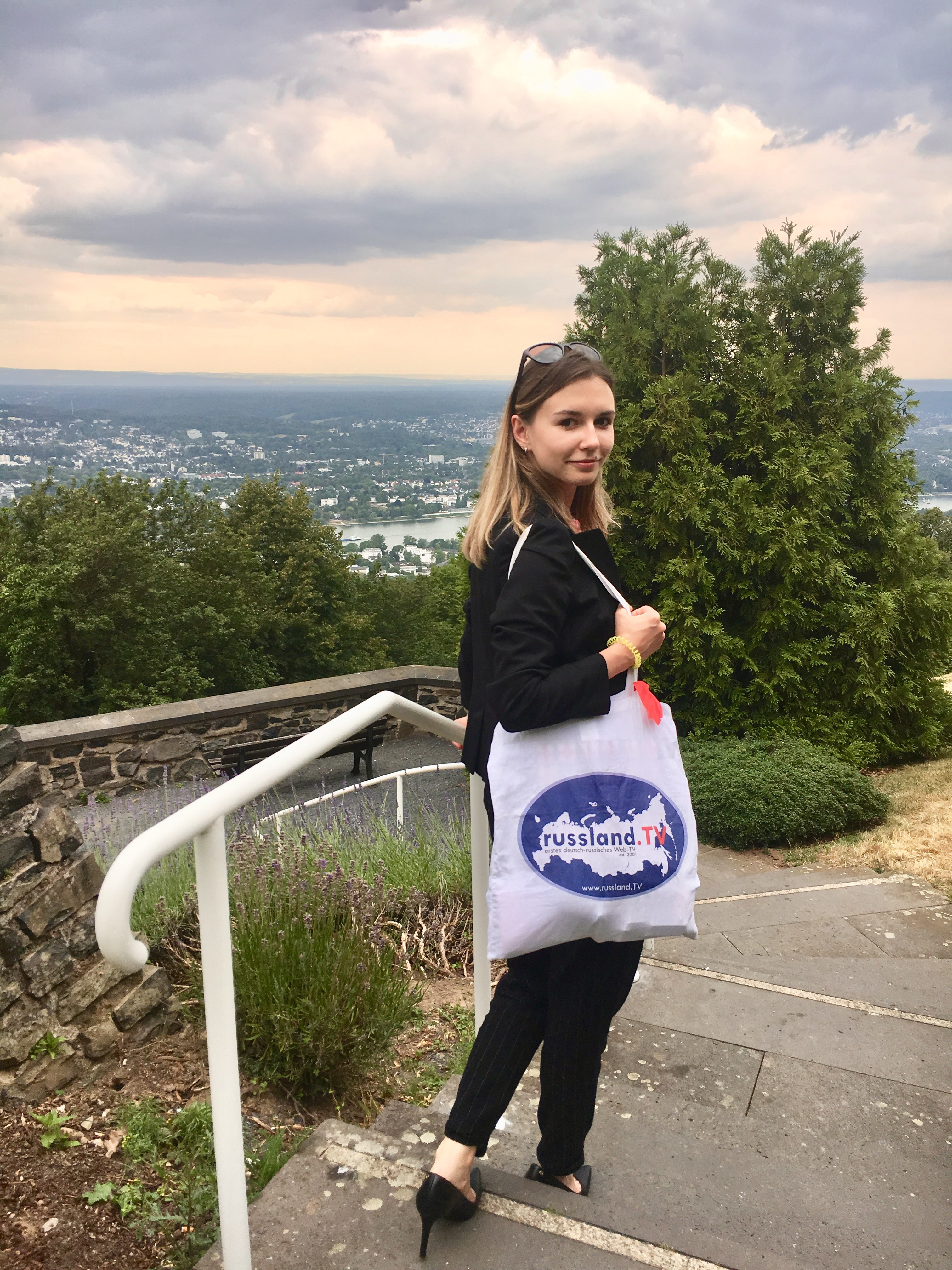
Die damalige russland.RU-Redakteurin Julia Dudnik am Rande des 18. Petersburger Dialogs auf dem Petersberg bei Bonn 2019

Herausgeber von Russland.news ist von Beginn an der seit 1992 in Russland lebende deutsche Journalist Gunnar Juette, der vorher für Die Tageszeitung in Berlin und als freier Russlandkorrespondent für verschiedene Printmedien gearbeitet hatte. Herausgeber der früheren fremdsprachigen Ausgaben war bis zu seinem Tod 2016 der in Murmansk beheimatete Publizist Ulrich Kreuzenbeck. Für die Zeitung arbeiten deutsche und russische Journalisten in beiden Ländern, vor dem Rebranding mehrheitlich in Russland.
Der Publizist und Putin-Biograph Roland Bathon war von 2007 bis 2020 leitender Redakteur der Videoredaktion russland.TV. Chefredakteur ist Ulrich Berger, eine weitere Redakteurin die MDR-Ostbloggerin Daria Boll-Palievskaya. Ein langjähriger Mitarbeiter und von 2014 bis 2023 Redakteur war der mittlerweile verstorbene alternative Publizist Kai Ehlers, der auch bei Russland.direct bis 2020 häufig als interner Experte auftrat. Ein bis 2019 regelmäßiger Autor war Christian Wipperfürth, der inzwischen wieder im Public Policy Bereich arbeitet. Russland.news steht überwiegend in der Tradition von auslandsdeutschen Medien. Jedoch waren gerade im Videobereich viele russische Staatsbürger tätig, wie 2015 bis 2020 die Moskauer und Petersburger Redakteurinnen Julia Dudnik und Anna Smirnowa oder Russlanddeutsche wie 2014 bis 2016 die Moderatorin Anna Gamburg. Julia Dudnik und zuvor Anna Gamburg moderierten das wöchentliche Nachrichtenmagazin Russland.direct. Julia Dudnik verfasste in der Folgezeit auch geopolitische Analysen für das Wochenmagazin Der Freitag und andere Medien.

#### Gäste in Beiträgen
Prominente Gäste in Videobeiträgen, meist im Rahmen von Russland.direct, waren Egon Bahr, Alexander Rahr, Matthias Platzeck, Sahra Wagenknecht, Gabriele Krone-Schmalz, Wolfgang Gehrcke, Dietmar Bartsch, die AfD-Aussteigerin und Autorin Franziska Schreiber, der Islamwissenschaftler Udo Steinbach, der österreichische Politologe Gerhard Mangott, die RT-Moderatorin Jasmin Kosubek, die Russlandbeauftragten der Bundesregierung Dirk Wiese und Gernot Erler, der russische Menschenrechtsbeauftragte Michail Fedotow, der außenpolitische Berater von Helmut Kohl, Horst Teltschik oder im Sport die Weltmeisterinnen Jewgenija Medwedewa, Jelisaweta Tuktamyschewa (beide Eiskunstlauf) und Jana Kudrjawzewa (Rhythmische Sportgymnastik).

### Örtlichkeiten
Russland.news/Russland.ru erschien zunächst in Tarusa in der Region Kaluga in Russland und ging 2017 in das Eigentum des russland.RU-Verlags in Hannover über. Redakteure der Zeitung arbeiten daneben in Moskau, Videos werden selbst produziert. Projekte von russland.NEWS entstehen oft gemeinsam von verschiedenen Standorten aus, Reale Treffen der Redaktion fanden bis 2021 in Deutschland, Russland oder Norwegen statt.

## Leser und Zuschauer
Nach eigenen Angaben, die sich auf Statistiken des Providers berufen, stammt die große Mehrheit der Besucher von Russland.news aus Deutschland, Österreich und der Schweiz. Nur eine Minderheit bestehe aus deutschsprachigen Ausländern oder Deutsch sprechenden Einheimischen in Russland (etwa 1 % der Leser). Weitere Leser kommen aus anderen GUS-Staaten, dem Baltikum und dem Nahen Osten. Ähnlich zusammengesetzt sind die Zuschauer der Videobeiträge von Russland.tv, die mehrheitlich aus Deutschland kommen und mittleren Alters sind, während das Programm kaum Teenager schauen. Der YouTube-Kanal des Portals hatte mit Stand Mai 2025 gut 76.000 Abonnenten.